# Округ Херкимер (Њујорк)
Округ Херкимер (енгл. Herkimer County) је округ у америчкој савезној држави Њујорк. По попису из 2010. године број становника је 64.519.

## Демографија
Према попису становништва из 2010. у округу је живело 64.519 становника, што је 92 (0,1%) становника више него 2000. године.
| Група             | 2000.          | 2010.          |
| Белци             | 62.667 (97,3%) | 61.690 (95,6%) |
| Афроамериканци    | 329 (0,5%)     | 700 (1,1%)     |
| Азијати           | 263 (0,4%)     | 332 (0,5%)     |
| Хиспаноамериканци | 580 (0,9%)     | 1.040 (1,6%)   |
| Укупно            | 64.427         | 64.519         |